# Publicação científica
Uma publicação científica ou comunicação científica, contendo um texto científico, é um dos últimos passos de qualquer pesquisa científica, prévio ao debate externo.
A publicação científica iniciou como cartas pessoais entre cientistas, publicação de livros e periódicos (como anuários ou revistas científicas). Atualmente, a mais avançada ferramenta é a internet que apresenta-se apenas como um mecanismo para comunicar as várias fases de investigação científica entre cientistas e militares localizados em diferentes partes do mundo. Se a descoberta científica é de grande importância ou relevância, os meios de comunicação e conferências de imprensa também são utilizados, apesar de ser considerada desonroso apresentações públicas antes de ter comunicado à comunidade científica.
Além de seu uso geral, pode frequentemente ser denominada como comunicação especificamente a um tipo de texto científico, mais ou menos breve, originalmente concebido para a transmissão por via oral; especialmente encaminhado para uma conferência, congresso ou simpósio para estar disponível para os participantes, dando lugar ou não a uma conferência realmente lida nessa referida reunião. Muito geralmente são publicados conjuntamente (como em anais de trabalhos científicos de determinado encontro).